# Vysoké Mýto
Vysoké Mýto város Csehországban, az Ústí nad Orlicí-i járásban. Vysoké Mýto Džbánov, Tisová, Zádolí, Choceň, Hrušová, Řepníky, Slatina, Pustina, Vraclav, Zálší és Zámrsk településekkel határos. Lakosainak száma 12 412 fő (2024. január 1.).

## Népesség
A település lakosságának változását az alábbi diagram mutatja:
| Lakosok száma | 6018 | 9033 | 11 810 | 9325 | 11 152 | 2004 | 12 390 | 12 335 | 12 007 | 12 412 |
|               | 1869 | 1890 | 1921   | 1950 | 1980   | 2001 | 2017   | 2019   | 2022   | 2024   |

## Híres személyek
- itt született Zdeněk Mlynář (1930–1997) kommunista politikus, jogász, pedagógus, politológus